# 魏迎宁
魏迎宁（1950年—），汉族，中华人民共和国政治人物、第十一届全国政协委员。
加入中国共产党，担任中国保险监督管理委员会副主席、党委委员。2008年，当选第十一届全国政协委员，代表经济界，分入第三十六组。并担任经济委员会专委。